# Dolci (cognome)
Dolci è un cognome di lingua italiana.

## Varianti
Dolce, Dolcemaschio, Dolcemascolo, Dolcetta, Dolcetti, Dolciani, Dolcimascolo, Dolcini, Dolcino, Dolciotti, Lo Dolce.

## Origine e diffusione
Cognome tipicamente panitaliano, è presente prevalentemente in Italia centro-settentrionale.
Potrebbe derivare dal prenome Dolce, dal latino dulcem, "dolce". È affine al cognome Caro.
Le varianti Dolcini e Dolcetti coprono il medesimo areale; Dolce e Lo Dolce sono meridionali; Dolcemascolo è siciliano.

## Persone
- Alessandro Virginio Dolci (1890-1954) – tenore italiano
- Angelo Maria Dolci (1867-1939) – cardinale e arcivescovo cattolico italiano
- Carlo Dolci (1616-1686) – pittore italiano